# Podmiotowość polityczna
Podmiotowość polityczna – zdolność jednostek, grup społecznych, organizacji lub instytucji do działania jako podmiot polityki, rozumianego jako świadome, suwerenne i racjonalne oddziaływanie na decyzje podejmowane przez władzę polityczną.
Według Mariusza Gulczyńskiego podmiotowość polityczna to „zdolność jednostek i grup do podejmowania świadomych, racjonalnych, zorganizowanych działań ukierunkowanych na realizację własnych interesów poprzez wywieranie wpływu na przebieg procesów społecznych. Koniecznymi warunkami upodmiotowienia są świadomość wspólnoty interesów z innymi oraz skłonność do zorganizowanego, aktywnego zabiegania o ich realizację za pośrednictwem ośrodków władzy politycznej”.
Upodmiotowienie lub uprzedmiotowienie polityczne analizuje się w dwóch wymiarach:
- wymiar formalny – obejmuje przypisanie jednostkom lub grupom społecznych formalnego statusu podmiotu politycznego, a więc uznanie ich za uprawnione do samodzielnej aktywności politycznej;
- wymiar realny – odnosi się do faktycznego poziomu samoświadomości, zorganizowania i aktywności politycznej jednostek lub grup. Może obejmować działania zarówno w ramach obowiązującego prawa, jak i poza nim, a nawet przeciwko instytucjom stanowiącym to prawo. Odpowiednio, realne uprzedmiotowienie oznacza brak tych cech[1].